# Macbeth (roi d'Écosse)
Pour les articles homonymes, voir Macbeth.
Macbeth (Mac Bethad mac Findlaích), né vers 1005 et mort le 15 août 1057 à la bataille de Lumphanan, est roi d'Écosse à partir de 1040 jusqu'à sa mort.

## Origine familiale
Macbeth ou en gaélique Mac Bethad mac Findlaích est le fils de Findlaech mac Ruaidrí (mort en 1020), roi de Moray, et probablement « nepos », c'est-à-dire neveu, ou petit-fils, de Malcolm II (mort en 1034). Il devient roi de  Moray en 1032 quand son cousin Gille Comgáin mac Maíl Brigte est brûlé vif avec cinquante personnes de sa suite dans l'incendie de sa résidence, peut-être par ordre du roi Malcolm II mac Kenneth ou plus vraisemblablement de Macbeth.
Gille Comgáin et son frère Mael Coluim (mort en 1029) avaient tué en 1020 Findlaech, le père de  Macbeth. Macbeth épouse la veuve de Gille Comgáin, Gruoch, la fille de Boite mac Cinaeda, qui était probablement un fils de Kenneth II (mort en 995).

## Roi de Moray
Comme roi de Moray, Macbeth doit faire face au pouvoir grandissant de Thorfinn Sigurdsson, comte des Orcades. La saga des Orcadiens, une source d'une fiabilité douteuse, relate comment un certain « Karl Hundason » (dont l'une des identifications possibles est  Macbeth) fait campagne sans succès afin d'asseoir son contrôle sur le Caithness et le Sutherland.
Selon la Chronique anglo-saxonne, MacBeth est l'un des trois rois, les deux autres étant Maelcoluim et un certain Jehmar, qui se soumettent temporairement à Knut le Grand en 1031. L'occasion de devenir roi mise à profit par Duncan Ier dans la crise de succession en 1034 est maintenant saisie par Macbeth qui devient roi des Scots. Le roi de Moray affronte finalement le nouveau roi des Scots, petit-fils de Malcolm II, Duncan Ier dont la campagne contre le Moray se termine en 1040 par sa défaite et sa mort lors d'un combat le 14 août contre Macbeth, à « Pitgaveny » près d'Elgin.

## Roi des Scots
Quelles que soient les prétentions dynastiques de Macbeth, il est notable que son père, Findlaech, comme son cousin Mael Coluim, sont connus comme « rí Alban » lors de leurs obits dans les chroniques d'Irlande, même si la base de leur pouvoir semble avoir été limitée au Moray. L'accession au trône de Macbeth est peut-être simplement la prise de contrôle par le Moray du titre prestigieux de « rí Alban ».
Macbeth a également des domaines et de l'influence au-delà du Moray, peut-être par l'intermédiaire de son épouse Gruoch, qui est une descendante du lignage dominant issu de Kenneth Ier. Il est mentionné comme bienfaiteur du Céli Dé de Loch Leven, à qui lui et son épouse font des donations importantes en Fothriff dans l'ouest du Fife.
La royauté de Macbeth ne demeure néanmoins pas incontestée. En 1045, il défait et tue Crinán abbé laïc de Dunkeld, le père de Duncan Ier. Mais en 1050, la position de Macbeth lui semble suffisamment stable pour qu'il puisse effectuer un pèlerinage à Rome et où il « distribue de l'argent comme des semences pour les pauvres ».
Macbeth est aussi sensible à l'évolution du reste du monde et en 1052, il engage deux chevaliers normands à son service ; il est le premier roi d'Écosse à recruter de tels mercenaires. En 1054, il doit faire face à la compétition du fils de Duncan Ier maintenant devenu adulte, Malcolm Canmore, qui avec l'appui d'une puissante armée fournie par Siward de Northumbrie envahit l'Écosse. Un sanglant combat s'ensuit le 27 juillet, probablement à Dunsinane dans ce qui est aujourd'hui le Perthshire, à la suite duquel  Macbeth est obligé d'abandonner à Malcolm une partie de son territoire. À partir de cette base, Malcolm se proclame prétendant au trône et tue Macbeth le 15 août 1057, dans un endroit localisé par les listes royales du XIIe siècle comme « Lumphanan » dans  le Mar, c'est-à-dire près de la Dee dans l'actuel Aberdeenshire.
Le principal bénéficiaire de sa mort est son beau-fils Lulach qui devient roi. Son père, Gille Comgáin, avait été tué par Macbeth. Et il est possible que Macbeth ait finalement été vaincu par les fils des deux rois qu'il avait tués pour accéder au pouvoir. Une source postérieure et discutable avance qu'il a été inhumé à Iona.

## Postérité littéraire
Le règne de Macbeth, qui succède par la force au roi Duncan, avant d’être, dix-sept ans plus tard, vaincu et renversé à son tour par le fils de Duncan, Malcolm, est surtout connu par la tragédie de William Shakespeare Macbeth et par l’opéra homonyme de Verdi Macbeth de 1847.
Le Macbeth de Shakespeare écrit en 1606 et publié en 1623 est largement tributaire des Chroniques d'Angleterre, Écosse et Irlande de Raphael Holinshed, publiées en 1577. Holinshed suit lui-même les Historia Gentis Scotorum de 1527 par Hector Boece, qui copie et enrichit les narrations d'Andrew Wyntoun dans sa chronique rimée Orygynale Cronykil of Scotland composée au début du XVe siècle. Wyntoun décrit Macbeth comme « thane de Cromarty » et « thane de Moray ».
Que Macbeth soit ou ne soit pas « thane de Cromarty » ne peut être démontré, mais il fut certainement plus que « thane » de Moray. Boece, sans aucune source nouvelle apparente, altère ces titres en « thane de Glamis » et « thane de Cawdor » et Shakespeare suit ces attributions de titres sans fondement.
David Greig imagine une suite à la pièce de Shakespeare, intitulée Dunsinane (2010), du nom de la forteresse où Macbeth est vaincu. Il en fait le prétexte à une réflexion sur l'État et la dictature.

## Macbeth et le7eart
L'histoire de Macbeth a été portée de nombreuses fois à l'écran, les films les plus célèbres sont ceux d'Orson Welles en 1948, de Roman Polanski en 1971, Kenneth Branagh en 2013 et de Justin Kurzel, Macbeth, de 2015. En 2021, Joel Coen, un des frères Coen réalise The Tragedy of Macbeth. Il existe par ailleurs deux autres adaptations curieuses de Macbeth au cinéma : Le Château de l'araignée en 1957, d’Akira Kurosawa, qui transpose l’histoire dans le Japon du XVIe siècle, et « Makibefo » d’Alexandre Abela en  2000, qui situe l’action dans un village malgache.